# Nizina Mieszczorska
Nizina Mieszczorska (ros. Мещёрская низменность, Mieszczorskaja nizmiennost´, także Мещёра, Mieszczora) – równinna nizina w europejskiej części Rosji, w środkowej części Niziny Wschodnioeuropejskiej, między rzekami: Klaźmą na północy, Moskwą na południowym zachodzie, Oką na południu oraz Sudogdą i Kołpią na wschodzie. Zbudowana z sandrów czwartorzędowych przykrywających gliny jurajskie. Występują jeziora i bagna. Na piaskach rosną bory sosnowe, na piaskach gliniastych – lasy świerkowe, a w dolinach rzek – łąki.
Na nizinie znajdują się dwa parki narodowe: Park Narodowy „Mieszczora” i Mieszczorski Park Narodowy.